# Tatjana Ehammer
Tatjana Ehammer (* 18. September 1999 als Tatjana Meklau) ist eine ehemalige österreichische Freestyle-Skierin und Leichtathletin. Sie gehörte dem B-Kader des Österreichischen Skiverbandes an und startete in der Disziplin Skicross. Sie wurde zweifache Staatsmeisterin im Hammerwurf und hält mit einer Weite von 61,37 Metern den österreichischen Rekord in dieser Disziplin.

## Biografie
Tatjana Meklau stammt aus Spielberg und hat einen Bruder und eine Schwester. Ihr Vater ist der Motorradrennfahrer und mehrfache Österreichische Staatsmeister Andreas Meklau. Im Alter von zwei Jahren stand sie erstmals auf Skiern und verfolgte zunächst eine Karriere als Skirennläuferin. Nach massiven Wachstumsschmerzen wandte sie sich mit zwölf Jahren der Leichtathletik zu und entschied sich für die Disziplin Hammerwurf. Einen ersten Erfolg konnte sie bereits 2011 als Zweite der österreichischen Meisterschaften in der Altersklasse U16 verbuchen. Ihren ersten Staatsmeistertitel in der allgemeinen Klasse gewann sie 2016. Nach einem Vereinswechsel vom ATUS Knittelfeld zum SV Schwechat gelang ihr im Rahmen der Staatsmeisterschaften 2019 in Innsbruck als erste Österreicherin ein Wurf über 60 Meter. Außerdem gewann sie Gold bei den CSIT World Sports Games in Tortosa und stellte mit einer Weite von 49,69 Metern in Wien einen neuen Weltrekord im Handtaschen-Weitwurf auf.
Nach einem erfolgreichen Sichtungstraining des ÖSV begann Meklau 2019 wieder mit dem Ski-Leistungssport. Im November nahm sie an den österreichischen Meisterschaften teil und belegte im Skicross Rang fünf, bei den Jugendmeisterschaften gewann sie wenige Wochen später die Silbermedaille. Im Februar 2020 debütierte sie im Europacup und erreichte mit den Rängen fünf und vier am Monatsende auf Anhieb erste Spitzenresultate. Zwei Wochen nach ihrem ersten Podestplatz im Europacup gab Meklau am 19. Februar 2021 auf der Reiteralm ihr Debüt im Freestyle-Skiing-Weltcup. Dabei drang sie überraschend bis ins kleine Finale vor und wurde Achte. Noch am selben Tag erlitt sie bei einem Sturz einen Schien- und Wadenbeinbruch und musste sich in Graz mehreren Operationen unterziehen.
Meklau besuchte die HAK Judenburg und begann danach ein Studium an der Wirtschaftsuniversität Wien. Sie lebt in Gais mit ihrem Partner, dem Schweizer Zehnkämpfer Simon Ehammer. Im September 2024 heiratete das Paar und Meklau nahm den Namen ihres Mannes an.
Am 1. Juli 2025 gab sie als Folge ihrer Verletzungen ihren Rücktritt vom Leistungssport bekannt.

## Erfolge

### Hammerwurf
- Gold bei den CSIT World Sports Games 2019
- Österreichischer Rekord (61,37 Meter am 27. Juli 2019)
- 12 Staatsmeistertitel in verschiedenen Altersklassen

### Skicross
- 1 Platzierung unter den besten zehn im Weltcup
- 1 Podestplatz im Europacup
- Österreichische Jugendvizemeisterin 2020

### Weitere Erfolge
- Weltrekord im Handtaschen-Weitwurf (49,69 Meter am 23. Mai 2019)